# Giovanni Battista Biancolini
Giovanni Battista Biancolini (Verona, 10 marzo 1697 – Verona, 24 giugno 1780) è stato uno storico italiano.

## Biografia
Si formò nel collegio degli Accoliti nel Duomo di Verona e successivamente studiando umanità e retorica presso i Gesuiti. In contrasto con i genitori, rifiutò la carriera ecclesiastica. Fu così costretto ad occuparsi di commercio, attività che tuttavia non gli precluse di perseguire i suoi studi storici nel tempo libero. La sua opera più celebre è Notizie storiche delle chiese di Verona, divisa in nove volumi e scritta tra il 1749 e il 1771.